# Mitt Gullbergs kaj paradis
"Mitt Gullbergs kaj paradis" är en låt av den svenska popartisten Håkan Hellström, släppt som den tredje singeln från albumet Det är så jag säger det den 7 juli 2003. Texten till låten är skriven av Hellström, medan musiken är skriven tillsammans med den dåvarande kompbandsgitarristen Timo Räisänen. Låten nådde som högst en sjätte plats på den svenska singellistan. "'Mitt Gullbergs kaj paradis" är en av få av Hellströms singlar som det inte har gjorts någon video till.

## Bakgrund
Låttiteln 'Mitt Gullbergs kaj paradis' syftar på den kaj som är belägen i stadsdelen Gullbergsvass i Göteborg. Det är en plats som Hellström håller mycket kär. Kajen benämns också 'Drömmarnas kaj'.

## B-sidan "Himmel blå himmel blå"
Singelns B-sida heter "Himmel blå himmel blå" och är en låt som enligt Hellströms officiella hemsida "för tankarna till "En vän med en bil"-soundet". I låten har han lånat en textrad från "Get up off Our Knees" av det brittiska bandet The Housemartins ("skjut ingen i morgon du kan skjuta i dag", "don't shoot someone tomorrow that you can shoot today").[källa behövs]

## Låtlista
1. "Mitt Gullbergs kaj paradis" (Text: Håkan Hellström/Musik: Timo Räisänen) – 3:41
2. "Himmel blå himmel blå" (Håkan Hellström) – 2:43

## Listplaceringar
| Lista (2003) | Topplacering |
| ------------ | ------------ |
| Sverige      | 6            |

### Fotnoter
1. ↑  Håkan Hellströms officiella webbplats - Diskografi (arkiverad från originalet med åtkomst den 18 juni 2010).
2. ↑  Placeringar på den svenska singellistan